# Francisco Díaz Carreño

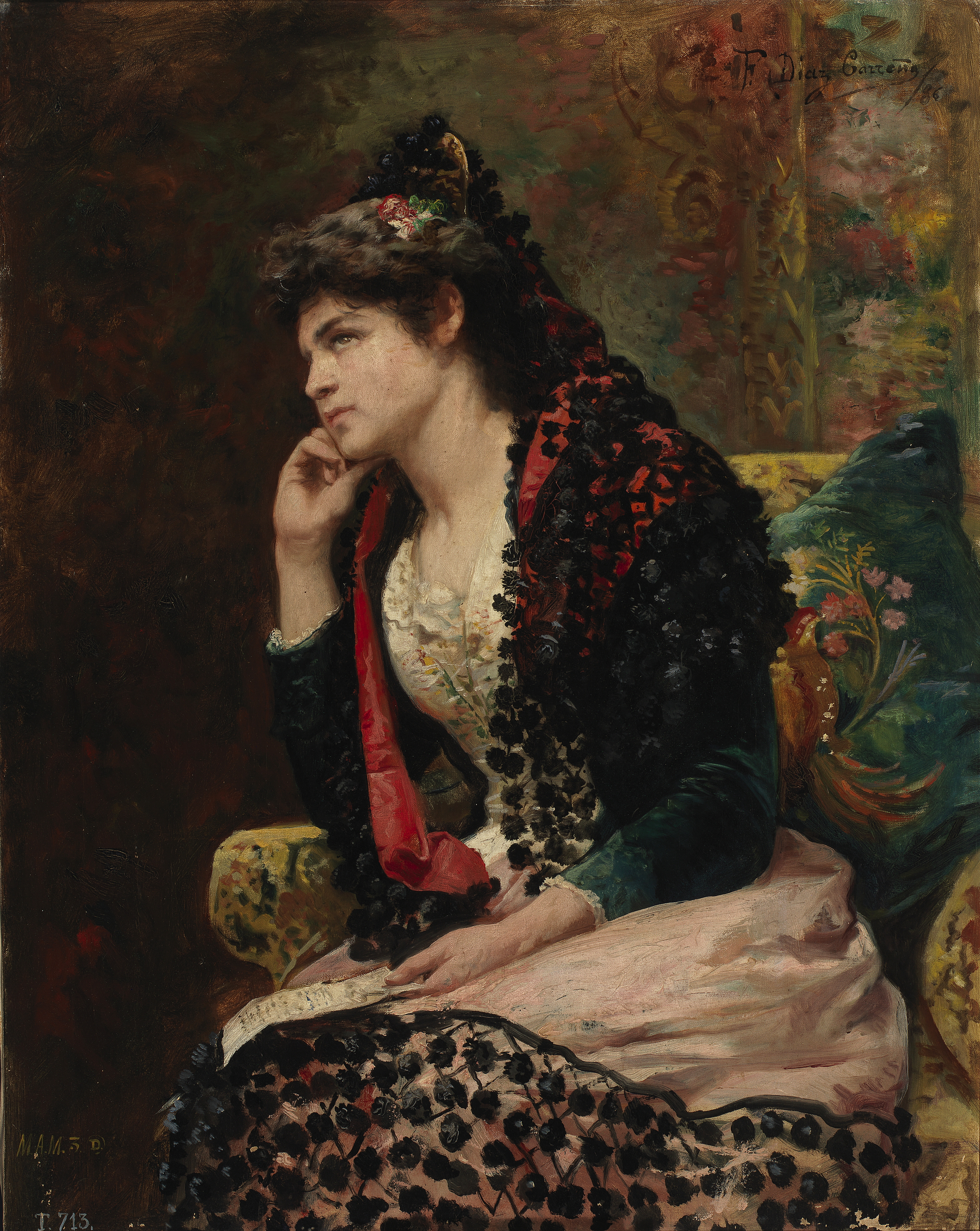
Ausencia, 1886, óleo sobre lienzo, 71 x 55,5 cm, Madrid, Museo del Prado.

Francisco Díaz Carreño (Sevilla, 1836-Madrid, 16 de noviembre de 1903) fue un pintor español más conocido por sus retratos aunque también realizó temas costumbristas.

## Biografía
Francisco Díaz Carreño nació en 1836 en Sevilla. Tras formarse en la Real Academia de Bellas Artes de San Fernando, donde fue discípulo de Federico de Madrazo, en 1862 la reina Isabel II le concedió una pensión para ampliar sus estudios en Roma. Es conocido por su retrato de Pío IX y por algunas pinturas históricas. En el Museo de Pontevedra está expuesta, en depósito por parte del Museo del Prado, Posición probable del Globo antes del diluvio, óleo de 1890.
Murió el 16 de noviembre de 1903 en Madrid.

## Reconocimientos
- 1856: Exposición Nacional de Bellas Artes - mención honorífica[3]
- 1864: Exposición Nacional de Bellas Artes - tercera medalla por Ciocciara a la ventana[3]
- 1867: Exposición Nacional de Bellas Artes - tercera medalla por Francesca de Rimini[3]
- 1868: Exposición de Sevilla - tercera medalla[3]